# Aedes busckii
Aedes busckii är en tvåvingeart som först beskrevs av Daniel William Coquillett 1906.  Aedes busckii ingår i släktet Aedes och familjen stickmyggor. Inga underarter finns listade i Catalogue of Life.